# António Pires de Carvalho
António Augusto Pires de Carvalho (Casal de Ermio (Lousã), 30 de março de 1864 — Lousã, 2 de setembro de 1947) foi um médico e político que, entre outras funções de relevo, foi deputado e senador no Congresso da República e Ministro do Comércio e Comunicações do 32.º governo republicano, em funções de 19 de outubro a 5 de novembro de 1921.

## Biografia
Nasceu em Casal de Ermio, Lousã, filho de António Maria de Carvalho e de Maria José Pires de Carvalho. Fez os estudos secundários em Coimbra, cidade onde depois frequentou o curso de Medicina da Faculdade de Medicina de Coimbra, obtendo o grau de bacharel em 1895. Ainda estudante aderiu ao ideário republicano e participou na revolta de 31 de Janeiro de 1891 como membro do Comité de Coimbra. Era membro da Carbonária, tendo integrado a respetiva Junta Central, e militou inicialmente no Partido Republicano Português, a cujo diretório pertenceu. Em 1908 presidiu à Comissão Municipal Republicana de Vila Nova de Gaia e ao Centro Democrático da Lousã e integrou a Comissão do Centro do País que apoiou a revolução de 5 de Outubro de 1910.
Terminado o curso dedicou-se ao exercício da medicina, mas após a proclamação da República Portuguesa, em 5 de outubro de 1910, foi nomeado director da Penitenciária de Coimbra e depois da Penitenciária de Lisboa. Com a fragmentação do Partido Republicano Português, foi outubrista e integrou o Partido Republicano da Esquerda Democrática, participando no seu diretório.
Era apoiante de António José de Almeida, sendo eleito deputado pelo círculo eleitoral de Coimbra à Assembleia Constituinte de 1911, passando no ano seguinte a senador no Congresso da República. Voltou a ser eleito deputado nas eleições legislativas de 1915 e de 1919. Integrou o governo que resultou da intentona de 19 de Outubro de 1921, a Noite Sangrenta, ocupando a pasta de Ministro do Comércio e Comunicações, em funções entre aquela data e a 5 de novembro do mesmo ano. Nesse mesmo governo foi interinamente Ministro do Trabalho. Em 1922 foi candidato a deputado pelo círculo eleitoral de Lisboa, não sendo eleito.
As suas ligações à ala mais esquerdista do republicanimos levou a que fosse preso em 3 de abril de 1928, acusado de integrar grupos civis revolucionários. A 4 de maio de 1928 foi deportado para a ilha de São Tomé, colónia de onde evadiu. Voltou a ser preso a 10 de novembro de 1933, em Coimbra, acusado ser um dos responsáveis pelo jornal clandestino A Verdade. Foi deportado para a Fortaleza de São João Baptista do Monte Brasil, em Angra do Heroísmo, mas em maio de 1934 foi autorizado a regressar, tendo sido libertado no dia 24 desse mês. Fixou residência na sua freguesia natal de Casal de Ermio, onde viveu até falecer.
Pires de Carvalho é recordado na toponímia da Lousã, onde existe o Largo e a Rua Doutor Pires de Carvalho.